# California State Route 246
Die California State Route 246 (kurz CA 246) ist eine State Route im US-amerikanischen Bundesstaat Kalifornien, die in West-Ost-Richtung verläuft. Sie beginnt im Westen am Westrand der Stadt Lompoc und endet nach etwa 42 km im Osten an der State Route 154 nahe dem Ort Santa Ynez.

## Verlauf
Die Straße beginnt am Stadtrand von Lompoc und führt von dort nach Osten durch das Stadtzentrum, wo sie zusammen mit der California State Route 1 verläuft. Östlich der Stadt überquert sie den Santa Ynez River, zu dem sie auf ihrer gesamten Strecke in etwa parallel verläuft und führt nach Nordosten, dann nach Osten und Südosten. Bei Buellton überquert die State Route den U.S. Highway 101 und führt nach einigen Kilometern durch Solvang, das von Dänen gegründet und in dänischem Baustil errichtet worden ist. Weiter im Osten tangiert die California State Route 246 Santa Ynez und führt am Santa Ynez Airport vorbei. Etwa zwei Kilometer östlich von Santa Ynez endet die Straße schließlich an der California State Route 154.